# Paula Wilcox
Paula Wilcox   (Manchester, 13 de desembre de 1949), és una actriu anglesa.

## Biografia
En 1969 es va casar amb Derek Seaton, però el matrimoni va acabar quan Derek va morir en 1979.
En 1991 es va casar amb Nelson Skip Riddle, fill del músic Nelson Riddle.

## Carrera
Va començar a actuar a Coronation Street en 1969. La seva popularitat comença en participar en la sèrie de televisió The Lovers (1970-1971), una sitcom emesa per la cadena ITV. També va aparèixer en un episodi de The Benny Hill Show (Thames) emès el 23 de febrer de 1972.
El personatge que li va atorgar major popularitat va ser el de Chrissy Plummer en la famosa sèrie britànica Man about the house (1973-1976), per la seva interpretació va obtenir el Premi TP d'Or 1978, lliurat en Espanya a la millor actriu estrangera de televisió en 1979.
Després d'intervenir en la sèrie Miss Jones and Son (1977), donant vida a una mare soltera, es va apartar durant un temps de la interpretació per a dedicar-se a la seva família.
Després d'un temps va tornar als escenaris, i va interpretar per exemple una versió femenina d' L'estranya parella, El rei i jo i Shirley Valentine, totes elles al West End londinenc.
En 1992 va tornar a televisió apareixent en la sèrie Blue Heaven de la cadena Channel 4 (1992-1994). Més recentment ha realitzat aparicions episòdiques en diferents programes i sèries com Footballers' Wives, Holby City i Down to Earth, així com el paper de Lilian en la sitcom The Smoking Roomin de la BBC.
Amb posteritat ha aparegut en les sèries angleses Emmerdale (2007-2008), donant vida a Hilary Potts; Mount Pleasant (2011-2017) i Upstart Crow (2016-).

## Papers a televisió
| Any       | Títol                 | Paper               | Notes         |
| --------- | --------------------- | ------------------- | ------------- |
| 1969      | Coronation Street     | Janice Langton      |               |
| 1969-1970 | The Dustbinmen        | Naomi               |               |
| 1970-1971 | The Lovers            | Beryl Battersby     |               |
| 1971-1972 | The Liver Birds       | Gloria Titlark      |               |
| 1973-1976 | Man about the house   | Chrissy Plummer     |               |
| 1977-1978 | Miss Jones and Son    | Elizabeth Jones     |               |
| 1985      | The Bright Side       | Cynthia Bright      |               |
| 1991      | Fiddlers Three        | Ros West            |               |
| 1992-1994 | Blue Heaven           | Ivy Sandford        |               |
| 1995-2001 | The Queen's Nose      | Mrs Parker          |               |
| 2001      | Footballers' Wives    | Marguerite Laslett  |               |
| 2004-2005 | The Smoking Room      | Lillian             |               |
| 2006      | The Large Family      | Linda Large (voice) |               |
| 2006      | The Green Green Grass | Pertunia Lane       |               |
| 2007      | Blue Murder           | Dr Pamela Haliiwell |               |
| 2007–2008 | Emmerdale             | Hilary Potts        |               |
| 2008      | A Touch of Frost      | Gloria Collingham   |               |
| 2010-2011 | Rock & Chips          | Violet Trotter      |               |
| 2011–2017 | Mount Pleasant        | Pauline             |               |
| 2014      | Jonathan Creek        | Hazel Prosser       |               |
| 2014-2016 | Boomers               | Carol               |               |
| 2015      | Still Open All Hours  | Linda               |               |
| 2016–     | Upstart Crow          | Mary Shakespeare    |               |
| 2017      | Living the Dream      | Maureen             |               |
| 2018      | Girlfriends           | Carole Hardcastle   |               |
| 2018      | Moving On             | Aggie               | Episodi: Lost |